# Eiteren

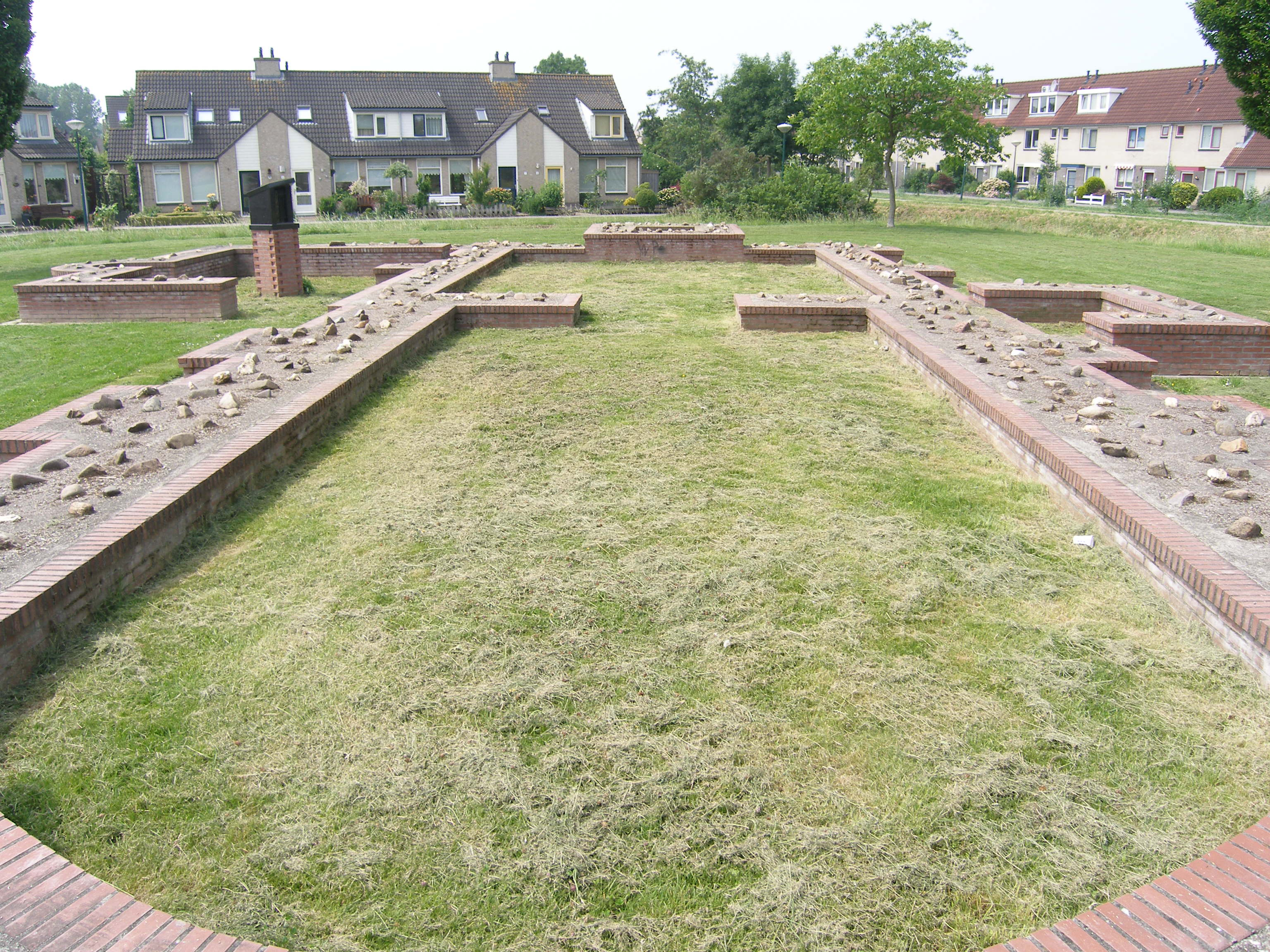
Reconstructie van de fundering van het kerkje

Eiteren is een Nederlands voormalig kerkdorp en parochie, gelegen aan de Hollandse IJssel, tegenwoordig als straatnaam aanwezig in het straatbeeld van de Utrechtse gemeente IJsselstein. Ook is er een sneltramhalte Eiteren en een processiepad Eitersesteeg ter ere van O.L.V. van Eiteren Hulp in nood.
Het dorp stamt uit de 10e eeuw en was gebouwd rondom een kerkje, gewijd aan Onze Lieve Vrouwe ten Hemelopneming, dat op de plaats stond van het huidige plantsoentje Ommedracht, de naam van de processie die op elke vierde zondag in juni plaatsvindt. Het dorp behoorde tot de landerijen in het bezit van de abdij van Werden.
In 1310 verrees in IJsselstein de Sint-Nicolaaskerk (niet te verwarren met de veel later gebouwde Sint-Nicolaasbasiliek), waarna Eiteren de status van parochie verloor. In de 14e eeuw werd er een leprozenhuis, een Lazarushuis, gebouwd voor de leprozen. Bij de kapel verrees een cisterciënzer klooster. De kapel en het klooster werden na de Beeldenstorm in 1579 verwoest, het St. Lazarushuis werd gesloopt in 1684. De bevolking was inmiddels verhuisd naar de oostelijker en hoger gelegen vestingstad IJsselstein.
In de jaren zeventig en tachtig van de twintigste eeuw zijn de funderingen van de middeleeuwse kapel, aan de Eitersesteeg, en resten van een begraafplaats opgegraven.